# لوسی سارویان
لوسی سارویان (ارمنی: Լյուսի Սարոյան; انگلیسی: Lucy Saroyan؛ زاده ۱۷ ژانویه ۱۹۴۶ – درگذشته ۱۱ آوریل ۲۰۰۳) یک بازیگر و عکاس ارمنی‌تبار اهل ایالات متحده آمریکا بود.

## زندگی‌نامه
وی دختر نویسنده سرشناس آمریکایی ارمنی‌تبار، ویلیام سارویان و هنرپیشه آمریکایی کارول گریس بود. لوسی سارویان در ۱۱ آوریل ۲۰۰۳ در سن ۵۷ سالگی بر اثر بیماری سیروز کبدی در تاوزند اوکس، کالیفرنیا درگذشت و در آرامستان آرارات به خاک سپرده شد. مادرش نیز در همان سال ۲۰۰۳ درگذشت. نوشته‌های خصوصی لوسی سارویان هم‌اکنون در آرشیو کتابخانه عمومی شهرستان فرزنو نگهداری می‌شود. وی خواهر آرام سارویان است.

## گزیده فیلمشناسی
از فیلم‌ها یا برنامه‌های تلویزیونی که وی در آن نقش داشته‌است می‌توان به آثار زیر اشاره کرد.
- ایزادورا (۱۹۶۸)
- گل کاکتوس (۱۹۶۹)
- میدستون (۱۹۷۰)
- کاچ (۱۹۷۱)
- ستوان کلمبو (۱۹۷۶)